# Ла-Абра (Каліфорнія)
Ла-Абра (англ. La Habra) — місто (англ. city) в США, в окрузі Орандж штату Каліфорнія. Населення — 63 097 осіб (2020).

## Географія
Ла-Абра розташована за координатами 33°55′41″ пн. ш. 117°57′6″ зх. д. / 33.92806° пн. ш. 117.95167° зх. д. (33.927927, -117.951554). За даними Бюро перепису населення США в 2010 році місто мало площу 19,10 км², з яких 19,09 км² — суходіл та 0,02 км² — водойми.

## Демографія
Згідно з переписом 2010 року, у місті мешкало 60 239 осіб у 18 977 домогосподарствах у складі 14 310 родин. Густота населення становила 3153 особи/км². Було 19924 помешкання (1043/км²).
Расовий склад населення:
| - 58,3 % — білих - 9,4 % — азіатів - 1,7 % — чорних або афроамериканців - 0,9 % — корінних американців - 0,2 % — вихідців з тихоокеанських островів - 25,3 % — осіб інших рас |

До двох чи більше рас належало 4,2 %. Частка іспаномовних становила 57,2 % від усіх жителів.
За віковим діапазоном населення розподілялося таким чином: 26,7 % — особи молодші 18 років, 62,4 % — особи у віці 18—64 років, 10,9 % — особи у віці 65 років та старші. Медіана віку мешканця становила 33,6 року. На 100 осіб жіночої статі у місті припадало 97,0 чоловіків; на 100 жінок у віці від 18 років та старших — 94,0 чоловіків також старших 18 років.
Середній дохід на одне домашнє господарство становив 83 509 доларів США (медіана — 63 037), а середній дохід на одну сім'ю — 91 445 доларів (медіана — 70 083). Медіана доходів становила 41 759 доларів для чоловіків та 40 482 долари для жінок. За межею бідності перебувало 13,2 % осіб, у тому числі 19,1 % дітей у віці до 18 років та 10,2 % осіб у віці 65 років та старших.
Цивільне працевлаштоване населення становило 29 011 осіб. Основні галузі зайнятості: освіта, охорона здоров'я та соціальна допомога — 20,7 %, виробництво — 13,9 %, роздрібна торгівля — 11,6 %, науковці, спеціалісти, менеджери — 10,9 %.